# 이마도야키

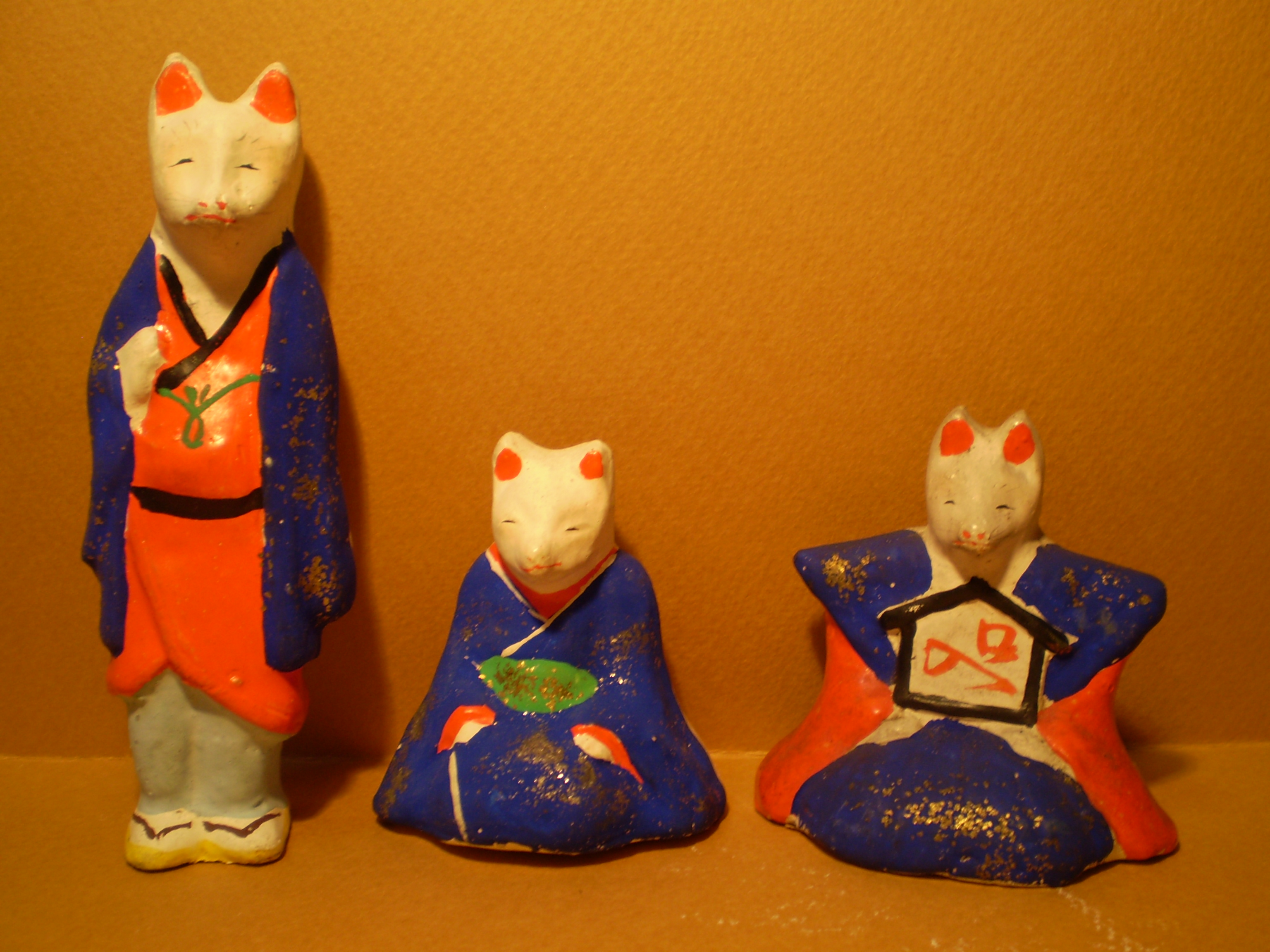

이마도야키(일본어: 今戸焼)는 도쿄 아사쿠사의 이마도초에서 굽던 질그릇이다. 그릇, 기와, 인형 등을 만들었다.